# Michelangelo (transatlantico)
La turbonave Michelangelo fu, insieme alla gemella Raffaello, l'ultimo transatlantico costruito per la Società Italia. Rimase in servizio per soli dieci anni, dal 1965 al 1975, prima di essere posta in disarmo per via delle ormai insostenibili perdite economiche del servizio passeggeri transatlantico. Venduta al governo iraniano per essere utilizzata come alloggio per gli ufficiali e le truppe che seguivano la costruzione del porto di Bandar Abbas, vi rimase in stato di crescente abbandono fino al 1991, quando, privata delle sovrastrutture, fu rimorchiata in Pakistan e demolita.

## Contesto storico
La Michelangelo e la gemella Raffaello furono il risultato dell'ultimo piano di rinnovamento della flotta di transatlantici passeggeri della Società Italia, la cui organizzazione aveva subito varie modifiche in seguito alle devastazioni della seconda guerra mondiale e alla ripresa dei traffici migratori dall'Italia verso gli Stati Uniti d'America, il Sudamerica e l'Australia nel dopoguerra. 

A metà degli anni cinquanta, in pieno boom economico, aveva cominciato a delinearsi il progetto di due unità gemelle che fossero in grado di assorbire da sole il traffico tra Napoli e New York, dato che le ammiraglie della flotta in servizio in quel momento, l'Andrea Doria e la Cristoforo Colombo, necessitavano del supporto delle vecchie motonavi Saturnia e Vulcania per soddisfare la richiesta di trasporto verso il Nord America.
Già la legge 859 del 26 luglio 1956 stanziava 8,9 miliardi di lire per la realizzazione di questo progetto, ma il tragico affondamento dell'Andrea Doria nella stessa data costrinse i vertici della Società Italia a rivedere i propri piani. La costruzione delle gemelle fu posticipata e i finanziamenti a esse destinati furono impiegati per la costruzione della Leonardo da Vinci, che entrò in servizio nel 1960.
Nel frattempo, il flusso migratorio verso il Nordamerica andava scemando e la concorrenza dell'aereo cominciava a farsi importante, tanto che nel 1958, ad appena sei anni dall'istituzione dei primi voli regolari transatlantici, il nuovo mezzo di trasporto superò i transatlantici per numero di passeggeri trasportati. Il governo italiano e la Società Italia, tuttavia, decisero di proseguire con la realizzazione dei due transatlantici gemelli, nominati Michelangelo e Raffaello. La costruzione fu affidata in contemporanea al cantiere Ansaldo di Genova Sestri e ai Cantieri Riuniti dell'Adriatico di Trieste, con un ordine effettuato il 4 febbraio 1960. Entrambi furono realizzati su progetto dell'Ansaldo.

## Caratteristiche

Fotografia ufficiale della Michelangelo

La Michelangelo e la gemella Raffaello erano state pensate per poter competere su tutti i fronti con le migliori unità in servizio all'epoca. Particolarmente curata era la sicurezza a bordo, un aspetto tenuto in grande considerazione dalla Società Italia dopo le accuse subite in seguito all'affondamento dell'Andrea Doria. La due nuove navi erano in grado di galleggiare anche dopo l'allagamento di tre qualsiasi dei propri 17 compartimenti stagni (contro i due previsti dalla SOLAS del 1960) e avevano un'altezza metacentrica molto elevata, caratteristica che ne aumentava notevolmente la stabilità. Anche i dimensionamenti delle lamiere dello scafo erano maggiorati rispetto alle direttive della SOLAS 1960, mentre l'apparato motore era diviso in due sale macchine stagne separate: l'apparato motore dell'elica di dritta era completamente separato da quello dell'elica sinistra, rispetto al quale era situato a proravia.
Lunga 275,8 metri e larga 31, la Michelangelo aveva una stazza lorda di 45.911 tonnellate, ventidue in meno della gemella, e un dislocamento a pieno carico di 42.000 tonnellate. Poteva mantenere una velocità di servizio di 26,5 nodi, che le consentiva di compiere la traversata da Gibilterra a New York in soli cinque giorni. La Michelangelo poteva trasportare 1.775 passeggeri, dei quali 535 in prima classe, 550 in classe cabina e 690 in classe turistica. Ciascuna classe aveva dei propri ambienti comuni separati da quelli delle altre e questa fu una delle cause della mancata trasformazione del transatlantico in nave da crociera, insieme alla mancanza di oblò in molte cabine e agli elevati costi di esercizio determinati dalle grandi dimensioni e dalla presenza di due apparati motore.
Gli spazi interni della turbonave erano divisi in tredici ponti, dei quali l'ultimo esteso da prua a poppa era il Ponte passeggiata, l'ottavo dal basso. I ponti erano piatti per quasi tutta la loro lunghezza, ad eccezione della zona prodiera, dove erano insellati verso l'alto. A partire dal basso si trovavano:
1. Ponte stiva (Hold Deck), con le sale macchine e serbatoi di nafta e acqua;
2. Ponte D (D Deck), occupato anch'esso dalle sale macchine e contenente cambusa, bagagliai e depositi vari;
3. Ponte C (C Deck), che ospitava cabine di classe turistica e altri locali adibiti a cambusa;
4. Ponte B (B Deck), con cabine equipaggio all'estrema prua e a centro nave, cabine di classe turistica e cabina a prua e poppa e Garage "B"
5. Ponte A (A Deck), con cabine di classe turistica e cabina e sistemazioni per l'equipaggio, garage "A" e sala da pranzo ufficiali;
6. Ponte Principale (Main Deck), con cabine di classe cabina e sistemazioni per l'equipaggio, ristorante Monte Bianco riservato alla classe turistica e infermeria;
7. Ponte vestiboli (Foyer Deck), con cappella, cabine di prima classe e classe cabina, vestiboli David (classe cabina) e Michelangelo (prima classe), cucine di prima classe e classe cabina, ristoranti Monte Rosa (classe cabina) e Montecarlo (prima classe), sala feste e soggiorno Posillipo (classe turistica), bar e sala gioco di classe turistica;
8. Ponte passeggiata (Promenade Deck), con salone delle feste di prima classe Florence, sala soggiorno di prima classe, grande bar di prima classe Mediterraneo, sala feste di classe cabina Manhattan, sala soggiorno e bar di classe cabina, bar Giardino, Buffet (prima classe) e Mimosa (classe cabina), verande chiuse per bambini (prima classe e classe cabina), sale bambini (prima classe, classe cabina e classe turistica), sale gioco (prima classe e classe cabina), sale lettura e scrittura (una per classe), lido classe turistica con piscina e veranda Mondello, passeggiate chiuse separate tra le classi sui fianchi, passeggiata scoperta di classe turistica a prua;
9. Ponte Lance (Boat Deck), con cabine di prima classe, appartamenti di lusso Miracielo e Miramare, cinema-teatro, passeggiate scoperte di prima classe e classe cabina, lido di classe cabina con piscina e veranda Amalfi;
10. Ponte superiore (Upper Deck), con cabine di prima classe, sala teen-agers, sala ginnastica di classe cabina e imbarcazioni di salvataggio;
11. Ponte Lido (Lido Deck), con passeggiata scoperta, lido e veranda Miami di prima classe, sala ginnastica di prima classe, canile, alloggi del comandante e del direttore di macchina;
12. Ponte Sole (Sun Deck), con la terrazza della piscina di prima classe, sala di governo e sala nautica;
13. Ponte Belvedere (Belvedere Deck), con spazio giochi e belvedere riservati alla prima classe.

Elemento caratterizzante della Michelangelo e della gemella erano i due fumaioli circondati da particolari strutture a traliccio: derivati da uno studio aerodinamico del laboratorio di aeronautica e aerodinamica applicata del Politecnico di Torino originariamente effettuato per i gemelli del Lloyd Triestino Guglielmo Marconi e Galileo Galilei, avevano lo scopo di evitare la ricaduta dei fumi sui ponti esterni, i quali, in quegli anni, erano sempre più valorizzati dai progettisti. I tralicci che circondavano la struttura principale avevano pura funzione estetica.

### Propulsione
La Michelangelo era dotata di due locali macchina separati, riprendendo una caratteristica della precedente ammiraglia della Società Italia, la Leonardo da Vinci. Questa soluzione, tipica delle navi da guerra, permetteva al transatlantico di potersi muovere anche in caso di grave avaria a uno degli impianti di propulsione. Il locale macchina di poppa trasmetteva potenza all'elica di sinistra, mentre quello di prua all'elica di dritta; gli assi delle eliche erano quindi caratterizzati da lunghezze e inclinazioni diverse. L'asse dell'elica di dritta era lungo 88,5 metri, quello di sinistra 56.
Rispetto a unità di analoga potenza, la Michelangelo e la gemella disponevano di due sole eliche e questo portò a dover realizzare dei turboriduttori di enorme potenza: al momento della costruzione i turboriduttori delle due turbonavi italiane erano i più potenti al mondo, essendo capaci di erogare, secondo il progetto, 43.500 cavalli ciascuno.

### Allestimento e interni

Bar Classe Turistica.

Gli interni della Michelangelo non furono realizzati seguendo un progetto unitario, ma ciascun ambiente fu appaltato a diversi architetti e artisti. Nonostante la disposizione degli ambienti interni fosse identica a quella della gemella, l'arredamento delle due navi era piuttosto diverso: in particolare quello della Michelangelo aveva un'impronta più classicheggiante, pur abbandonando lo stile classico adottato sui transatlantici anteguerra (su tutti Rex e Conte di Savoia) e subendo l'influenza del movimento Art déco, secondo i cui dettami erano arredati i transatlantici britannici e francesi degli anni '30.
I saloni di prima classe furono affidati all'architetto Nino Zoncada, già attivo da tempo in campo navale. Zoncada decise di unire in un unico spazio il salone delle feste e la sala soggiorno, collocando il podio dell'orchestra esattamente tra i due locali e progettandolo in modo che potesse aprirsi verso uno dei due ambienti o in entrambi contemporaneamente. Al centro del salone delle feste il soffitto si alzava, invadendo il ponte superiore; in questa sorta di cupola erano posti tre grandi lampadari a canne in vetro di Murano. Alle pareti erano appesi arazzi nati dai bozzetti dello xilografo Tranquillo Marangoni, mentre sulla parete di prua del soggiorno si trovava un grande arazzo astratto realizzato su disegno del pittore Giuseppe Capogrossi. Il gran bar di prima classe Mediterraneo e gli ambienti circostanti erano invece frutto del lavoro di Vincenzo Monaco e Amedeo Luccichenti, anch'essi già conosciuti per le proprie realizzazioni in campo navale. Le gallerie che portavano al salone delle feste erano occupate da documenti sugli studi e sulle opere di Michelangelo, realizzati da Massimo Ridolfi, mentre il bar stesso era caratterizzato da pareti fasciate di cuoio e poltrone di cuoio nero.
Nei corridoi che collegavano gli ambienti comuni di prima classe con quelli di classe cabina trovava posto una vera e propria galleria d'arte, con quattordici quadri dipinti da artisti contemporanei, tra i quali Giuseppe Santomaso, Salvatore Fiume e Gino Severini.
Il vestibolo di prima classe fu progettato da Gustavo Pulitzer-Finali e Italo Gamberini ed era dominato da una grande plafoniera circolare in vetro di Murano, mentre sulla parete di prora era posto un bassorilievo in argento realizzato dall'orafo fiorentino Bino Bini. Gli stessi architetti progettarono anche il ristorante di prima classe.
Gli arredi sacri della cappella erano stati realizzati da Nicola Petrolini, mentre il grande cinema-teatro da 489 posti fu progettato dagli architetti Roberto Gottardi e Marco Lavarello. Sviluppato in altezza per tre ponti, si trattava del più grande teatro mai realizzato su un transatlantico italiano.

## Servizio

### Costruzione, varo e prove in mare (1960-1965)
La Michelangelo fu impostata nel Cantiere Ansaldo di Genova Sestri l'8 settembre, in contemporanea con la gemella Raffaello e con i due transatlantici anch'essi gemelli Guglielmo Marconi e Galileo Galilei destinati al Lloyd triestino. A differenza di quanto avvenuto per la gemella a Trieste, l'impostazione della chiglia non fu caratterizzata da nessuna cerimonia ufficiale.
Lo scafo della Michelangelo, ancora privo delle sovrastrutture, fu varato il 15 settembre 1962 con madrina Laura Carta Camprino, moglie dell'allora presidente della Repubblica Antonio Segni; la cerimonia fu seguita da una grande folla proveniente da tutta Italia. Successivamente fu poi rimorchiato in banchina di allestimento, dove ne venne completata la costruzione. Le caldaie furono messe in pressione per la prima volta il 10 dicembre 1962. Dopo una sosta in bacino di carenaggio, la Michelangelo effettuò, a partire dal 7 marzo 1965, le prove in mare, durante le quali furono evidenziati dei problemi nel raggiungere le velocità previste, nonostante la potenza fornita dai motori fosse quella stabilita dal progetto, e delle notevoli vibrazioni. Fu quindi convocato il direttore dell'ufficio tecnico dei Cantieri Riuniti dell'Adriatico Nicolò Costanzi, che suggerì delle modifiche alle carenature degli assi portaelica, la sostituzione delle eliche e la riverniciatura della carena seguendo i flussi dell'acqua da prua verso poppa.
Nonostante l'impossibilità di effettuare questi interventi correttivi in breve tempo ne impedisse un'applicazione immediata (avvenuta invece sulla gemella Raffaello), il transatlantico riuscì faticosamente a raggiungere la velocità di 29,15 nodi fissata nel contratto, venendo consegnata ufficialmente alla Società Italia il 21 aprile 1965. Il comando della nave fu affidato al Comandante Superiore CSLC Mario Crepaz.

### Servizio sull'Atlantico (1965-1975)

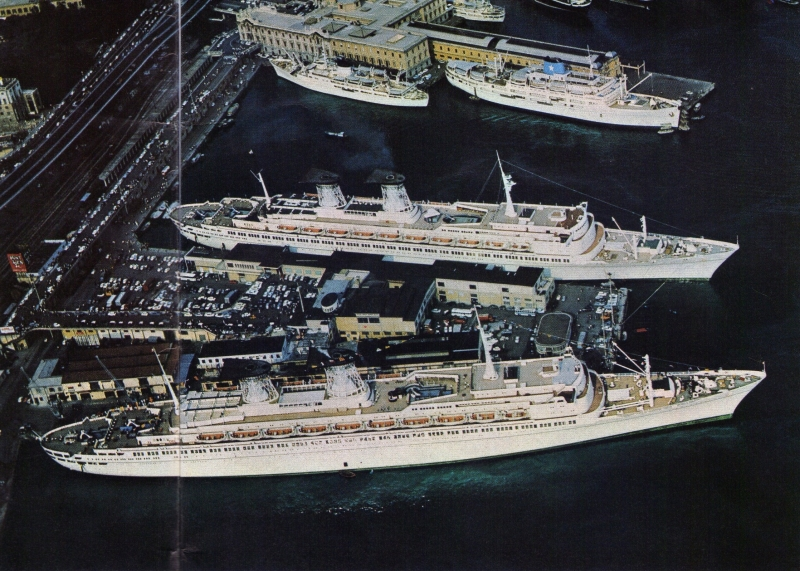
Michelangelo e Raffaello ormeggiate insieme nel porto di Genova negli anni 60.

Dopo una prima uscita in mare con a bordo dipendenti dei Cantieri Ansaldo, il 30 aprile la Michelangelo, al comando del Comandante Superiore CSLC Mario Crepaz, partì per una crociera di sette giorni nel Mediterraneo, che aveva lo scopo di sottoporre la nave a un'ultima prova prima della traversata atlantica inaugurale, prevista per il 12 maggio. Tutto si svolse regolarmente e il 7 maggio la Michelangelo, con a bordo 1100 passeggeri (in prevalenza giornalisti e autorità), fece ritorno a Genova, dove il giorno dopo fu aperta al pubblico. Il 12 maggio la Michelangelo partì per la prima volta in direzione di New York, dove arrivò regolarmente otto giorni più tardi. Qui la nave fu accolta con grande entusiasmo, tanto che il 20 maggio fu proclamato "Michelangelo's day" per ricordare il primo arrivo del nuovo transatlantico italiano. Prima di ripartire alla volta di Genova la Michelangelo sostò per una settimana al Pier 90 del porto di New York, venendo visitata da oltre 15.000 persone; il 27 maggio la nave salpò per fare ritorno in Italia con ben 1.620 passeggeri a bordo.
A inizio 1966 la Michelangelo fu sottoposta alle modifiche suggerite da Costanzi, raggiungendo nelle successive prove in mare la velocità di 31,59 nodi, la più elevata mai fatta segnare da un transatlantico italiano. Ripreso a febbraio il servizio regolare, tra marzo e aprile la nave fu rallentata da una forte ondata di maltempo nell'Atlantico, concludendo la quattordicesima traversata verso Genova con quindici ore di ritardo. Ripartita per New York il 7 aprile la Michelangelo trovò nuovamente delle pessime condizioni meteomarine. Nella notte tra l'11 e il 12 aprile alcuni passeggeri rimasero feriti in seguito a cadute causate dal crescente beccheggio. Nella mattina del 12 aprile la tempesta aumentò di intensità, con vento forza 10 sulla scala di Beaufort; le cabine di prima classe poste a prua furono fatte sgombrare facendo spostare i passeggeri che le occupavano a centro nave, dove il beccheggio era meno accentuato. Alle 10:20 il transatlantico, appruato e sbandato a sinistra, fu colpito violentemente da un'onda di dimensioni eccezionali, che sfondò le strutture in alluminio della prua e le vetrate del ponte di comando. Persero la vita due passeggeri che erano rimasti nelle cabine di prua e un cameriere, mentre diversi passeggeri e uomini dell'equipaggio riportarono fratture o ferite anche gravi. Nonostante i gravi danni sul ponte di comando, si riuscì a giungere a destinazione il 16 aprile, ripartendo per l'Italia quattro giorni più tardi dopo riparazioni sommarie. A Genova la Michelangelo fu fermata dieci giorni per compiere dei lavori più estesi in attesa delle riparazioni definitive, che furono effettuate a dicembre. Quest'ultimo intervento comportò la sostituzione del frontale in alluminio con uno più robusto in acciaio.
Il sempre più evidente declino del trasporto transatlantico via mare, attenuato nei primi tempi dall'aria di novità che circondava le due gemelle, spinse la Società Italia a inserire delle crociere nei Caraibi nel programma annuale di Michelangelo e Raffaello. La Michelangelo effettuò la prima di queste crociere tra il 17 e il 24 febbraio 1967 (con la partenza ritardata di 24 ore per uno sciopero dell'equipaggio), facendo scalo a Nassau e Saint Thomas. A maggio dello stesso anno si recò a Montréal in occasione dell'Expo 1967, sostandovi per tre giorni. Nel tentativo di ripianare le perdite del servizio transatlantico, il programma di crociere della Michelangelo si fece sempre più importante, ma la suddivisione degli spazi interni ed esterni in tre diverse classi con ambienti separati non permetteva di sfruttare al meglio l'unità in questa veste e le perdite economiche del servizio passeggeri della Società Italia crebbero sempre di più. La situazione era resa ancora più complessa dalle tensioni con i sindacati dei marittimi, che spesso indicevano scioperi che ritardavano la partenza della nave di 24-48 ore con un preavviso minimo.
Negli anni successivi la Michelangelo continuò ad alternare traversate transatlantiche a crociere nei Caraibi e, più sporadicamente, nel Mediterraneo. Non si registrarono particolari avvenimenti fino al 19 ottobre 1973, quando partecipò al soccorso dei 35 membri dell'equipaggio del mercantile greco Eurygenes, incendiatosi mentre era in navigazione tra New York e Londra. In un ultimo tentativo di portare più passeggeri sulle proprie navi nel 1974 la Società Italia incrementò notevolmente il numero di crociere previsto per le due gemelle, organizzando anche una crociera di 24 giorni a bordo della Michelangelo, il programma della quale prevedeva anche il superamento del circolo polare artico.
L'entrata in servizio del Boeing 747, che nel 1970 permise all'Alitalia di offrire un viaggio Roma - New York a tariffe ridotte quasi di un terzo rispetto all'anno precedente, fu un ulteriore duro colpo per la compagnia, le cui navi, del resto, trasportarono nel 1971 solo 4000 emigranti verso gli Stati Uniti. L'aumento esponenziale del costo dei carburanti rese la situazione insostenibile e, nonostante il successo del programma crocieristico del 1974, il 25 marzo 1975 il Governo rese effettivo il processo di abbandono delle linee passeggeri da parte della Società Italia, già previsto dal 1971, comunicando l'ordine di disarmo per la Michelangelo entro il 5 luglio dello stesso anno. Il 25 giugno 1975 la Michelangelo, con 1011 passeggeri a bordo, partì per l'ultima volta da New York, giungendo a Genova nel pomeriggio del 5 luglio e venendo posta in disarmo nel porto del capoluogo ligure.

### Set cinematografico
Nel 1969 sulla nave vennero girate alcune sequenze in crociera del film Amore mio aiutami con Alberto Sordi e Monica Vitti diretto dallo stesso protagonista

### Disarmo, Iran e demolizione (1977-1991)

La nave parzialmente demolita in partenza dall'Iran per la demolizione in Pakistan il 30 maggio 1991

Nei mesi successivi al disarmo della Michelangelo la Società Italia ricevette diverse offerte d'acquisto assieme alla gemella, nessuna delle quali si concretizzò per motivi economici. Nel settembre 1975 si andò vicini a cedere entrambe le navi alla Tronado Establishment, società con sede a Vaduz che si proponeva di trasformare le due unità in cliniche galleggianti per la cura dei tumori con la fantomatica apparecchiatura Tronado, ma la trattativa fu interrotta a causa della mancanza di fondi degli acquirenti. La scarsa convenienza economica di una trasformazione in nave da crociera rese ancora più difficile la cessione della Michelangelo, che nel settembre del 1976 fu rimorchiata nella baia di Portovenere per liberare spazio nel porto di Genova, raggiungendo la gemella Raffaello che vi si trovava già da un anno.
Nell'ottobre 1976 prese avvio una trattativa con il governo iraniano dello scià Mohammad Reza Pahlavi, che andò a buon termine due mesi dopo. Gli iraniani, che intendevano utilizzare le due navi come alloggi per gli ufficiali e le truppe che avrebbero seguito la costruzione dei porti militari di Bushehr e Bandar Abbas, pagarono complessivamente 30 miliardi e 600 milioni di lire, comprensivi delle spese di riarmo e dei lavori necessari per rendere adatte le unità al loro nuovo compito. Negli accordi con il governo italiano si impegnarono a mantenere inalterati nome e porto di registro della nave e ad affidare, per i primi tre anni, la gestione tecnica dei transatlantici a personale italiano. I lavori di adeguamento eseguiti tra gennaio e giugno 1977 dalle Officine Allestimento Riparazione Navi (OARN) di Genova, comportarono il potenziamento delle lavanderie e dell'impianto di condizionamento e l'applicazione sui ponti esterni di telai sui quali si potessero stendere dei tendaletti bianchi in modo da proteggerli dal sole del Golfo Persico. Le opere d'arte, rimosse durante il disarmo, furono sostituite da stoffe e pannelli, venendo ripristinate su richiesta dello scià in persona negli appartamenti di lusso del Ponte Lance, nei quali avrebbero alloggiato gli ufficiali di più alto rango.
La Michelangelo partì per l'ultima volta da Genova l'8 luglio 1977, giungendo a Bandar Abbas undici giorni più tardi. Il transatlantico fu ormeggiato a un molo costruito appositamente che avrebbe dovuto garantirgli un fondale sufficiente per galleggiare, ma in realtà durante la bassa marea la chiglia della nave strisciava sul fondo. La sabbia, il caldo e l'umidità non favorivano la preservazione delle attrezzature di bordo e la manutenzione divenne sempre più difficile con il crescere delle tensioni interne in Iran, che sfociarono nella guerra civile e nella salita al potere dell'Ayatollah Khomeyni. Dopo la partenza degli italiani nell'agosto 1980 gli impianti di bordo smisero di funzionare. La nave fu saccheggiata dalla popolazione locale e alcune apparecchiature furono utilizzate per scopi bellici durante la guerra Iran-Iraq. Ormai ridotta a un relitto, nel 1991 la Michelangelo, a cui erano state asportate le sovrastrutture, fu smossa dal fondo sabbioso su cui si era adagiata e il 6 giugno fu rimorchiata sulla spiaggia di Karachi, in Pakistan, per essere demolita.

## Nave gemella
- Raffaello

## Origine del nome
La turbonave prendeva il nome dal grande artista rinascimentale Michelangelo Buonarroti. L'ultima discendente dell'artista, Elena Castellucci Buonarroti, prese parte al viaggio inaugurale della nave, donando una copia dell'albero genealogico dei Buonarroti.